# Coppa Europa di bob 2015
La Coppa Europa di bob 2015, ufficialmente denominata FIBT Bobsleigh Europe Cup 2014/15, è stata l'edizione 2014-2015 del circuito continentale europeo del bob, manifestazione organizzata annualmente dalla Federazione Internazionale di Bob e Skeleton; è iniziata il 12 novembre 2014 a Innsbruck, in Austria, e si è conclusa il 1º febbraio 2015 a Winterberg, in Germania. Vennero disputate ventiquattro gare: sedici per gli uomini e otto per le donne in cinque differenti località.
Vincitori dei trofei, conferiti ai piloti classificatisi per primi nel circuito, sono stati la rumena Maria Adela Constantin nel bob a due femminile e l'italiano Simone Bertazzo in entrambe le specialità maschili nonché nella combinata.

## Calendario
| Località             | Date                        | Donne     | Uomini    | Uomini        |
| Località             | Date                        | Bob a due | Bob a due | Bob a quattro |
| -------------------- | --------------------------- | --------- | --------- | ------------- |
| Innsbruck            | 12–16 novembre 2014         | ●●        | ●●        | ●●            |
| La Plagne            | 5–7 dicembre 2014           | ●●        | ●●        | ●             |
| Schönau am Königssee | 11–14 dicembre 2014         | ●●        | ●●        | ●●            |
| Sankt Moritz         | 16–18 gennaio 2015          | ●         | ●         | ●●            |
| Winterberg           | 31 gennaio–1º febbraio 2015 | ●         | ●         | ●             |
| Totale               | Totale                      | 8         | 8         | 8             |

## Risultati

### Donne
| Data             | Località             | Specialità | Prime classificate                              | Seconde classificate                            | Terze classificate                                   |
| ---------------- | -------------------- | ---------- | ----------------------------------------------- | ----------------------------------------------- | ---------------------------------------------------- |
| 13 novembre 2014 | Innsbruck            | A due      | Anja Schneiderheinze Lisette Thöne Germania     | Stefanie Szczurek Erline Nolte Germania         | Maria Adela Constantin Andreea Grecu Romania         |
| 14 novembre 2014 | Innsbruck            | A due      | Anja Schneiderheinze Franziska Bertels Germania | Stefanie Szczurek Lisa Buckwitz Germania        | Maria Adela Constantin Andreea Grecu Romania         |
| 5 dicembre 2014  | La Plagne            | A due      | Cathleen Martini Janine Tischer Germania        | Christina Hengster Sanne Monique Dekker Austria | Miriam Wagner Tamara Seer Germania                   |
| 6 dicembre 2014  | La Plagne            | A due      | Miriam Wagner Tamara Seer Germania              | Cathleen Martini Janine Tischer Germania        | Christina Hengster Sanne Monique Dekker Austria      |
| 13 dicembre 2014 | Schönau am Königssee | A due      | Christina Hengster Sanne Monique Dekker Austria | Miriam Wagner Tamara Seer Germania              | Marije van Huigenbosch Melissa Boekelman Paesi Bassi |
| 14 dicembre 2014 | Schönau am Königssee | A due      | Miriam Wagner Tamara Seer Germania              | Cathleen Martini Janine Tischer Germania        | Christina Hengster Sanne Monique Dekker Austria      |
| 16 gennaio 2015  | Sankt Moritz         | A due      | Carolin Zenker Sarah Noll Germania              | Miriam Wagner Tamara Seer Germania              | Aleksandra Rodionova Ljudmila Udobkina Russia        |
| 31 gennaio 2015  | Winterberg           | A due      | Sandra Kroll Franziska Fritz Germania           | Miriam Wagner Sarah Noll Germania               | Maria Adela Constantin Andreea Grecu Romania         |

### Uomini
| Data             | Località             | Specialità | Primi classificati                                                          | Secondi classificati                                                          | Terzi classificati                                                      |
| ---------------- | -------------------- | ---------- | --------------------------------------------------------------------------- | ----------------------------------------------------------------------------- | ----------------------------------------------------------------------- |
| 12 novembre 2014 | Innsbruck            | A due      | Francesco Friedrich Thorsten Margis Germania                                | Beat Hefti Alex Baumann Svizzera                                              | Rico Peter Bror van Der Zijde Svizzera                                  |
| 13 novembre 2014 | Innsbruck            | A due      | Francesco Friedrich Martin Grothkopp Germania                               | Beat Hefti Thomas Amrhein Svizzera                                            | Won Yun-jong Seo Young-woo Corea del Sud                                |
| 15 novembre 2014 | Innsbruck            | A quattro  | Francesco Friedrich Martin Grothkopp Ronny Listner Thorsten Margis Germania | Maximilian Arndt Ben Heber Kevin Kuske Martin Putze Germania                  | Oskars Ķibermanis Raivis Zīrups Vairis Leiboms Helvijs Lūsis Lettonia   |
| 16 novembre 2014 | Innsbruck            | A quattro  | Francesco Friedrich Thorsten Margis Martin Grothkopp Ronny Listner Germania | Simone Bertazzo Simone Fontana Francesco Costa Costantino Ughi Italia         | Oskars Ķibermanis Helvijs Lūsis Vairis Leiboms Raivis Zīrups Lettonia   |
| 5 dicembre 2014  | La Plagne            | A due      | Simone Bertazzo Francesco Costa Italia                                      | Albrecht Klammer Eric Franke Germania                                         | Rudy Rinaldi Boris Vain Monaco                                          |
| 6 dicembre 2014  | La Plagne            | A due      | Johannes Lochner Gino Gerhardi Germania                                     | Won Yun-jong Seo Young-woo Corea del Sud                                      | Simone Bertazzo Francesco Costa Italia                                  |
| 7 dicembre 2014  | La Plagne            | A quattro  | Simone Bertazzo Simone Fontana Costantino Ughi Francesco Costa Italia       | Jan Vrba Dominik Suchý Dominik Dvořák Jakub Nosek Rep. Ceca                   | Uģis Žaļims Jānis Jansons Intars Dambis Kristaps Kalniņš Lettonia       |
| 11 dicembre 2014 | Schönau am Königssee | A due      | Johannes Lochner Gino Gerhardi Germania                                     | Manuel Machata Eric Franke Germania                                           | Simone Bertazzo Costantino Ughi Italia                                  |
| 12 dicembre 2014 | Schönau am Königssee | A due      | Johannes Lochner Gino Gerhardi Germania                                     | Christoph Hafer Paul Krenz Germania                                           | Albrecht Klammer Matthias Adolf Germania                                |
| 13 dicembre 2014 | Schönau am Königssee | A quattro  | Manuel Machata Gino Gerhardi Tino Paasche Marius Bröning Germania           | Benjamin Maier Angel Somov Markus Sammer Stefan Laussegger Austria            | Edwin van Calker Sybren Jansma Yannick Greiner Igor Brink Paesi Bassi   |
| 14 dicembre 2014 | Schönau am Königssee | A quattro  | Edwin van Calker Sybren Jansma Igor Brink Yannick Greiner Paesi Bassi       | Johannes Lochner Chris Gleichmann Cliff Denner Felix Skibbe Germania          | Benjamin Maier Markus Sammer Angel Somov Stefan Withalm Austria         |
| 16 gennaio 2015  | Sankt Moritz         | A due      | Uģis Žaļims Intars Dambis Lettonia e Johannes Lochner Tino Paasche Germania | non assegnato                                                                 | Christoph Hafer Paul Krenz Germania                                     |
| 17 gennaio 2015  | Sankt Moritz         | A quattro  | Simone Bertazzo Simone Fontana Costantino Ughi Francesco Costa Italia       | Loïc Costerg Romain Heinrich Vincent Castell Jérémie Boutherin Francia        | Nikita Zacharov Pëtr Moiseev Aleksej Negodajlo Andrej Kazancev Russia   |
| 18 gennaio 2015  | Sankt Moritz         | A quattro  | Loïc Costerg Jérémie Boutherin Vincent Ricard Romain Heinrich Francia       | Johannes Lochner Sebastian Mrowka Matthias Kagerhuber Tino Paasche Germania   | Simone Bertazzo Costantino Ughi Francesco Costa Simone Fontana Italia   |
| 31 gennaio 2015  | Winterberg           | A due      | Richard Oelsner Eric Franke Germania                                        | Uģis Žaļims Intars Dambis Lettonia                                            | Christoph Hafer Paul Krenz Germania                                     |
| 1º febbraio 2015 | Winterberg           | A quattro  | Simone Bertazzo Costantino Ughi Francesco Costa Simone Fontana Italia       | Christoph Hafer Marc Rademacher Jakob-Kilian Trenkler Michael Salzer Germania | Albrecht Klammer Ronny Listner Florian Paul Kunze Eric Strauss Germania |

## Classifiche

### Bob a due donne
| Pos. | Nome pilota            | Nazione     | INN-1 | INN-2 | LAP-1 | LAP-2 | KÖN-1 | KÖN-2 | STM | WIN | Punti |
| ---- | ---------------------- | ----------- | ----- | ----- | ----- | ----- | ----- | ----- | --- | --- | ----- |
| 1    | Maria Adela Constantin | Romania     | 3     | 3     | 4     | 5     | 5     | 7     | 6   | 3   | 758   |
| 2    | Miriam Wagner          | Germania    | -     | -     | 3     | 1     | 2     | 1     | 2   | 2   | 672   |
| 3    | Katrin Beierl          | Austria     | 6     | 6     | 7     | 7     | 10    | 10    | 5   | 8   | 660   |
| 4    | Martina Fontanive      | Svizzera    | 8     | 7     | 9     | 10    | 9     | 11    | 4   | 7   | 636   |
| 5    | Christina Hengster     | Austria     | 5     | 5     | 2     | 3     | 1     | 3     | -   | -   | 618   |
| 6    | Marije van Huigenbosch | Paesi Bassi | 4     | 4     | 6     | 9     | 3     | 4     | -   | -   | 554   |
| 7    | An Vannieuwenhuyse     | Belgio      | 7     | DSQ   | 5     | 6     | 7     | 5     | -   | -   | 440   |
| 8    | Nikki McSweeney        | Regno Unito | 10    | 10    | 8     | 8     | -     | -     | 7   | -   | 388   |
| 9    | Lien De Decker         | Belgio      | 11    | 8     | -     | -     | 8     | 9     | -   | 10  | 376   |
| 10   | Cathleen Martini       | Germania    | -     | -     | 1     | 2     | -     | 2     | -   | -   | 340   |

### Bob a due uomini
| Pos. | Nome pilota      | Nazione       | INN-1 | INN-2 | LAP-1 | LAP-2 | KÖN-1 | KÖN-2 | STM | WIN | Punti |
| ---- | ---------------- | ------------- | ----- | ----- | ----- | ----- | ----- | ----- | --- | --- | ----- |
| 1    | Simone Bertazzo  | Italia        | 7     | 5     | 1     | 3     | 3     | 4     | 4   | 6   | 780   |
| 2    | Uģis Žaļims      | Lettonia      | 9     | 8     | 8     | 6     | 9     | 10    | 1   | 2   | 702   |
| 3    | Christoph Hafer  | Germania      | -     | -     | 5     | 8     | 5     | 2     | 3   | 3   | 578   |
| 4    | Johannes Lochner | Germania      | -     | -     | 5     | 1     | 1     | 1     | 1   | -   | 572   |
| 5    | Maksim Andrianov | Russia        | 15    | 11    | 10    | 7     | 9     | 5     | -   | -   | 444   |
| 6    | Rudy Rinaldi     | Monaco        | -     | -     | 3     | 11    | 13    | 6     | 6   | -   | 406   |
| 7    | Albrecht Klammer | Germania      | -     | -     | 2     | 4     | -     | 3     | -   | 4   | 404   |
| 8    | Won Yun-jong     | Corea del Sud | 5     | 3     | 4     | 2     | -     | -     | -   | -   | 400   |
| 9    | Simone Fontana   | Italia        | 12    | 14    | 12    | 10    | 24    | 26    | 14  | 17  | 396   |
| 10   | Benjamin Maier   | Austria       | 10    | 9     | 13    | DNS   | 11    | 7     | -   | -   | 360   |

### Bob a quattro uomini
| Pos. | Nome pilota      | Nazione     | INN-1 | INN-2 | LAP | KÖN-1 | KÖN-2 | STM-1 | STM-2 | WIN | Punti |
| ---- | ---------------- | ----------- | ----- | ----- | --- | ----- | ----- | ----- | ----- | --- | ----- |
| 1    | Simone Bertazzo  | Italia      | 6     | 2     | 1   | 5     | 4     | 1     | 3     | 1   | 848   |
| 2    | Uģis Žaļims      | Lettonia    | 7     | 9     | 3   | 9     | 7     | 7     | 4     | 7   | 686   |
| 3    | Jan Vrba         | Rep. Ceca   | 4     | 4     | 2   | 11    | 14    | 14    | 11    | -   | 550   |
| 4    | Christoph Hafer  | Germania    | -     | -     | 9   | 7     | 9     | 8     | 6     | 2   | 514   |
| 5    | Johannes Lochner | Germania    | -     | -     | 12  | 4     | 2     | 4     | 2     | -   | 476   |
| 6    | Loïc Costerg     | Francia     | -     | -     | 14  | 6     | 5     | 2     | 1     | -   | 466   |
| 7    | Edwin van Calker | Paesi Bassi | 10    | 10    | 6   | 3     | 1     | -     | -     | -   | 454   |
| 8    | Benjamin Maier   | Austria     | 15    | 8     | 13  | 2     | 3     | -     | -     | -   | 404   |
| 9    | Maksim Andrianov | Russia      | 9     | 7     | 5   | 8     | 10    | -     | -     | -   | 404   |
| 10   | Jürg Rohr        | Svizzera    | 20    | 18    | 20  | 23    | 15    | 12    | 9     | 9   | 401   |

### Combinata uomini
| Pos. | Nome pilota      | Nazione     | Punti |
| ---- | ---------------- | ----------- | ----- |
| 1    | Simone Bertazzo  | Italia      | 1628  |
| 2    | Uģis Žaļims      | Lettonia    | 1388  |
| 3    | Christoph Hafer  | Germania    | 1092  |
| 4    | Johannes Lochner | Germania    | 1048  |
| 5    | Jan Vrba         | Rep. Ceca   | 886   |
| 6    | Maksim Andrianov | Russia      | 848   |
| 7    | Loïc Costerg     | Francia     | 789   |
| 8    | Benjamin Maier   | Austria     | 764   |
| 9    | Edwin van Calker | Paesi Bassi | 714   |
| 10   | Radek Matoušek   | Rep. Ceca   | 688   |